# Leopold Frederik van Württemberg-Montbéliard
Leopold Frederik van Württemberg-Montbéliard (Montbéliard, 30 mei 1624 – aldaar, 15 juni 1662) was van 1631 tot aan zijn dood hertog van Württemberg-Montbéliard. Hij behoorde tot het huis Württemberg.

## Levensloop
Leopold Frederik was de tweede zoon van hertog Lodewijk Frederik van Württemberg-Montbéliard uit diens eerste huwelijk met Elisabeth Magdalena, dochter van landgraaf Lodewijk V van Hessen-Darmstadt. In 1631 volgde hij in volle Dertigjarige Oorlog zijn vader op als hertog van Montbéliard. Wegens zijn minderjarigheid stond hij onder de voogdij van zijn ooms Julius Frederik van Württemberg-Weiltingen en George II van Hessen-Darmstadt.
In 1633 werd Montbéliard bedreigd door keizerlijke troepen aangevoerd door hertog Karel IV van Lotharingen. De situatie was zo kritiek dat Leopold Frederik de hulp van koning Lodewijk XIII van Frankrijk moest inroepen om de totale ondergang van zijn landerijen te vermijden en Montbéliard bijgevolg zeventien jaar bezet werd door Franse troepen. Desondanks kon deze troepen niet vermijden dat Montbéliard in 1635 geplunderd en verwoest werd door de troepen van Karel IV van Lotharingen, wat leidde tot hongersnoden en pestepidemieën. Na de Vrede van Westfalen kreeg Leopold Frederik in 1651 terug de controle over Montbéliard.
In juni 1662 overleed Leopold Frederik op 38-jarige leeftijd, tijdens het bijwonen van een protestantse misdienst. Hij was sinds 22 november 1647 gehuwd met zijn nicht Sybille (1620-1707), dochter van hertog Johan Frederik van Württemberg, maar dit huwelijk was kinderloos gebleven. Hij werd als hertog van Montbéliard opgevolgd door zijn jongere halfbroer George II.